# Prix IPEC Nerode
Le prix IPEC Nerode récompense un ou plusieurs chercheurs pour un article commun de qualité exceptionnelle dans le domaine de l'algorithmique multivariée (aussi appelé complexité paramétrée). Il est remis chaque année par l'European Association for Theoretical Computer Science (EATCS).

## Description
Depuis 2013, l'European Association for Theoretical Computer Science (EATCS) décerne chaque année, lors de la conférence International Symposium on Parameterized and Exact Computation (IPEC), le prix IPEC Nerode à un ou plusieurs chercheurs pour un article commun de qualité exceptionnelle dans le domaine de l'algorithmique multivariée. Le prix est nommé en l’honneur d'Anil Nerode, en reconnaissance de ses contributions majeures en logique mathématique, théorie des automates et théorie de la complexité.

## Lauréats
| Année | Lauréat | Lieu                    |
| ----- | --- | ----------------------- |
| 2022  | Bruno Courcelle[2]                                                                                                |                         |
| 2019  | Noga Alon, Raphael Yuster, Uri Zwick                                                                              | IPEC (Munich)           |
| 2018  | Stefan Kratsch, Magnus Wahlström                                                                                  | IPEC (Helsinki)         |
| 2017  | Fiodor Fomine, Fabrizio Grandoni, Dieter Kratsch                                                                  | IPEC (Vienne)           |
| 2016  | Andreas Björklund                                                                                                 | IPEC (Aarhus)           |
| 2015  | Erik D. Demaine, Fiodor Fomine, Mohammad Taghi Hajiaghayi, Dimitrios M. Thilikos                                  | IPEC (Patras)           |
| 2014  | Hans L. Bodlaender (en), Rod Downey, Michael R. Fellows (en), Danny Hermelin, Lance Fortnow (en), Rahul Santhanam | IPEC (Wrocław)          |
| 2013  | Chris Calabro, Russell Impagliazzo, Valentine Kabanets, Ramamohan Paturi, Francis Zane                            | IPEC (Sophia Antipolis) |